# Exilregierung Deutsches Reich

Von der „Exilregierung Deutsches Reich“ verwendete Flagge

Die Exilregierung Deutsches Reich ist eine rechtsextreme Gruppierung, die der Reichsbürgerbewegung zugerechnet wird. Sie behauptet, dass das Deutsche Reich fortbestehe – aber, entgegen ständiger Rechtsprechung und herrschender Meinung, nicht in Form der Bundesrepublik Deutschland.

## Entwicklung
Die Gruppe wurde am 8. Mai 2004 von 26 Personen in Hannover gegründet. Sie kokettiert im Vergleich zu den anderen Gruppierungen der Reichsbürgerbewegung sehr deutlich mit rechtsextremem Gedankengut. Dies umfasst die Ablehnung der Rolle der Alliierten nach dem Zweiten Weltkrieg (demzufolge leitet man die eigene Legitimierung nicht mehr vom Alliierten Oberkommando ab, weil das ehemalige Besatzungsrecht nicht über das Prinzip der Volkssouveränität gesetzt werden dürfe) sowie die Forderung nach Wiedererrichtung der deutschen Grenzen von 1914 und Nichtanerkennung des Versailler Vertrages. Die Gruppe missbraucht als staatliches Symbol die Reichskriegsflagge mit Eisernem Kreuz, wie sie in der Weimarer Republik zwischen 1922 und 1933 verwendet wurde.
Als Initiator der Gruppierung fungiert Norbert Schittke. Auf der Gründungsversammlung 2004 stellte dieser nach der Begrüßung fest, dass nur ein verschwindend geringer Teil des gesamtdeutschen Reichsvolkes erschienen sei, woraufhin er die Versammlung schloss und sie kurz darauf erneut eröffnete. Damit war die Versammlung seiner Ansicht nach beschlussfähig, in Vertretung für das gesamte deutsche Volk. 2012 kam es innerhalb der Gruppe zu einem „Putschversuch“, bei dem Schittke angeblich als Reichskanzler abgesetzt wurde, was dieser aber bestreitet.
Schittke, der sich auch „Fürstregent Norbert Rudolf aus der Familie Schittke zu Romkerhall“ nennt, wurde von der Gruppierung zum sog. „Reichskanzler der Exilregierung“ bestellt.  Das erklärte Schittke auch den Polizisten, die ihn stoppten, als er am 15. Juni 2013 in einer aus sieben Fahrzeugen bestehenden Kolonne seiner „Exilregierung“ zu einer Trauerfeier in Bockhorn (Friesland) fuhr. Die Fahrzeuge der Kolonne waren mit Blaulicht und Reichsflaggen ausgestattet, weshalb sie von der Polizei angehalten wurden. Schittke hielt am 1. Januar 2015 als „Reichskanzler“, u. a. mit einer Schärpe bekleidet, zusammen mit einem „Regierungskollegen“ eine Neujahrsansprache. Am Ende der Ansprache wurde das Lied der Deutschen mit allen drei Strophen vorgetragen. Die Gruppe wird von den Verfassungsschutzämtern der Länder Niedersachsen und Sachsen-Anhalt beobachtet. Nach Ansicht des Amtsgerichtes Duisburg hege die Gruppe „ideologisch bedingte Wahnvorstellungen“. Schittkes Auffassung nach ist die Exilregierung "die einzige [Regierung], die an der anderen Tischseite der Besatzer sitzt". Alle anderen Reichsbürgergruppen, die beanspruchen, das deutsche Volk zu vertreten (zum Beispiel das Königreich Deutschland), bezeichnet er als "Spinner", weil sie keine Rechtsgrundlage hätten.

## Norbert Schittke
Norbert Rudolf Schittke (* 1942), ein Rentner aus Hildesheim, war 1991 für die Republikaner in den Hildesheimer Kreistag eingezogen. Wenig später wechselte er zur rechtspopulistischen DSU und zur Zentrumspartei, dann gründete er einen der zahlreichen Statt-Partei-Ableger, die sich untereinander zerstritten. Früher sei er auch Präsident des Europäischen Wohnmobilfahrerverbandes gewesen. Schittke vertritt die Ansicht, dass Kondensstreifen von Flugzeugen keine Kondensstreifen seien, sondern „etwas sehr, sehr Böses und Geheimnisvolles, ausgeheckt auf einer Bilderberg-Konferenz von den Mächtigen dieser Welt, um 85 Prozent der Menschheit auszulöschen“.
Schittke glaubt an die Existenz von Aldebaranern, nach seiner Vorstellung die Bewohner Aldebarans, die mit Adolf Hitler in Kontakt gestanden hätten. Zudem behauptet er, es gäbe "mehrere Eingänge zum Mittelpunkt der Erde", was gemäß seinen Aussagen dazu führt, dass "der Dalai Lama ein Freund von Adolf Hitler" gewesen sei. Er ist nach eigener Aussage Prinz vom Haus Hannover und vom Haus Windsor, weshalb er einen Anspruch auf die Thronfolge des englischen Königshauses habe.
In einem Verfahren wegen Urkundenfälschung gegen Schittke setzte das Amtsgericht Hildesheim im Februar 2020 das Verfahren aus und ordnete ein Gutachten über Schittkes Schuldfähigkeit an. Schittke wurde wegen Urkundenfälschung und Beleidigung vom AG Hildesheim am 30. September 2021 zu einer Bewährungsstrafe von drei Monaten verurteilt. Als Bewährungsauflage müsse der 79-Jährige laut Gericht 500 Euro zahlen.

## Ideologie
Das Menschenbild der Exilregierung Deutsches Reich ist rassenbiologisch orientiert. Vor diesem Hintergrund wird versucht, die verbreitete Furcht vor Einwanderung zu politisieren. So verbreitet die Gruppe in ihrer Propaganda die Vorstellung, es drohe ein
Untergang des deutschen Volkes. Es sei ein „Holocaust gegen die deutschen Völker“ im Gange, der durch die Aufnahme von Flüchtlingen, die als „Invasoren“ abqualifiziert werden, mittlerweile eine neue Qualität erreicht habe.

## Rezeption
Die Exilregierung Deutsches Reich wird vom Verfassungsschutz Niedersachsen als rechtsextremistisch eingestuft, weil sie u. a. die Fortexistenz des Deutschen Reiches in den Grenzen von 1937 proklamiert und damit die Bundesrepublik nicht anerkennt, sagte Maren Brandenburger dem ZDF 2012.
Der Bundesverfassungsschutz weist in seinem Bericht 2018 auf die Aktivitäten der Gruppe im E-Business hin. Die Exilregierung stelle „typische Verkaufsangebote zur Verfügung“ und biete u. a. „aufwendig erstellte (fiktive) Personenausweise und Staatsangehörigkeitsausweise, sog. Gelbe Scheine, gegen Gebühr an“.